# Abrisham
Abrisham (persiska: Bāgh-e Abrīsham, باغ ابریشم, Bāgh Abrīsham, ابریشم) är en ort i Iran. Den ligger i provinsen Esfahan, i den centrala delen av landet, 300 km söder om huvudstaden Teheran. Abrisham ligger 1 608 meter över havet och antalet invånare är 19 406.